# 龍華數位媒體科技
龍華數位媒體科技股份有限公司，為華人衛星電視傳播機構成員公司，為中華電信MOD頻道商之一，以龍華電視（英語：Long Turn TV，簡稱LTV）為統一品牌。

## 歷史
2007年9月6日，隆華數位科技股份有限公司成立，隸屬華人衛星電視傳播機構。2012年9月以前，隆華數位科技逐漸發展，曾經在中華電信MOD擁有七個頻道：星光偶像（龍華偶像前身）、時代戲劇、亞洲院線、黃金院線、鬧鬧動畫（龍華動畫前身）、隆華影劇（龍華影劇前身）、經典電影（龍華經典前身）。鬧鬧動畫於2010年1月1日開播，頻道標誌即原華人音樂台標誌。
2011年9月23日，立法院施政總質詢，中國國民黨立法委員蔡正元指出：陳水扁政府執政時，民主進步黨利用中華電信MOD不適用黨政軍退出媒體條款，以台灣互動電視公司為主的集團（台灣互動電視公司、亞洲衛星電視、博斯數位、隆華數位科技）在馬英九政府上任前共取得74張衛星電視頻道執照，佔中華電信MOD總頻道數131張執照的56.5%，中華電信每年要付給該集團新臺幣14億元；2007年12月27日，國家通訊傳播委員會（NCC）委員會議一天之內審查通過亞洲衛星電視、博斯數位、隆華數位科技共18張衛星電視頻道執照，原因是民進黨新潮流系大老吳乃仁打電話給NCC主任秘書吳嘉輝。
2012年9月，隆華數位科技更名為龍華數位媒體科技股份有限公司，在中華電信MOD擁有八個頻道：龍華戲劇、龍華偶像、龍華影劇、龍華電影、龍華洋片、龍華經典、龍華動畫、SMART知識。
2019年12月25日，NCC委員會議許可龍華洋片、龍華經典、龍華電影、龍華戲劇、龍華偶像換發《衛星廣播電視事業執照》，但要求龍華數位媒體科技必須於三年內（即下次評鑑前）將一年不及1%的首播/新播率提升至同業水準，否則撤銷換照許可。NCC電臺與內容事務處簡任視察陳書銘說，龍華洋片、龍華經典、龍華電影、龍華戲劇的首播及新播率皆低於1%，以一年播出的時數8760小時來計算，新播時數還不到87.6小時。NCC要求，龍華洋片、龍華經典、龍華電影、龍華戲劇、龍華偶像在三年內新播與首播比例至少要達到以下標準：
1. 龍華經典：三年內新播比率達1.5%，首播比例達7%。
2. 龍華電影：三年內新播比率達9%，首播比例達3.32%。
3. 龍華洋片：三年內新播比率達9%，首播比例達3.32%。
4. 龍華戲劇：三年內新播比率達6.46%，首播比例達14.89%。
5. 龍華偶像：三年內新播比率達6.46%，首播比例達14.89%。[4]

## 頻道介紹

### 龍華動畫(中華電信MOD104)
播出由台、陸、日、韓和歐美等地區製作的優質動畫及兒童節目，還有各種家喻戶曉的動畫劇場版，是全方位的兒童娛樂頻道。

### 龍華卡通
屬於龍華電視旗下的網路頻道，節目大多出自龍華動畫，用於網路平台播放，針對年齡較小的族群提供各式可以闔家觀賞之幼兒卡通，如《泡泡小廚》、《逗逗迪迪之酷比偵探》、《豬豬俠》等。

### SMART知識(中華電信MOD305)
提供觀眾多元化的知性以及綜藝節目，增加國際視野。

### 龍華戲劇(中華電信MOD352)
全天候播出跨時代經典的古裝大戲，以及氣壯山河、如畫如詩的的強檔歷史劇，看兩岸三地影視巨星同台飆戲，互爭沙場的壯闊場景；領略歷代君王的治世哲學，揭開宮廷內的殘酷鬥爭，感受傳奇家族的興衰歷史，演員陣容遍及中外的史詩大戲頻道。

### 龍華偶像(中華電信MOD353)
集結台灣、中國大陸、日本、韓國等地方最熱門的優質偶像劇和古裝劇，看各地新生代演員展現實力派的演技，貼近生活以及絲絲入扣的故事情節，一起進入青春無敵的浪漫夢幻戲劇！

### 龍華影劇(中華電信MOD354)
不僅有最受歡迎、最精緻唯美的台灣、中國大陸、日本、韓國、泰國連續劇，還有優質的台灣本土綜藝節目，席捲觀眾的心。

### 龍華日韓
為龍華影劇的網路播映版，主要是播日劇和韓劇。

### 龍華電影(中華電信MOD611)
提供觀眾最受歡迎的亞洲電影，包含日本、韓國、香港、台灣、泰國等亞洲各地，讓觀眾在本頻道感受多元又融洽的東方風情，諸多叫好叫座的亞洲電影全天候24小時播出。

### 龍華洋片(中華電信MOD615)
提供觀眾最受歡迎的好萊塢電影，包含美國、英國等歐美各地，讓觀眾在本頻道感受多元又融洽的西方風情，諸多叫好叫座的歐美電影全天候24小時播出。

### 龍華經典(中華電信MOD624)
有最經典的歐美和亞洲電影，值得喜愛懷舊電影的觀眾細細品味。

## 外部連結
- 龍華電視 （页面存档备份，存于）
- 龍華動畫 - 中華電信 MOD 網站 （页面存档备份，存于）
- Smart知識台 - 中華電信 MOD 網站 （页面存档备份，存于）
- 龍華戲劇 - 中華電信 MOD 網站 （页面存档备份，存于）
- 龍華偶像 - 中華電信 MOD 網站 （页面存档备份，存于）
- 龍華影劇 - 中華電信 MOD 網站 （页面存档备份，存于）
- 龍華電影 - 中華電信 MOD 網站 （页面存档备份，存于）
- 龍華洋片 - 中華電信 MOD 網站 （页面存档备份，存于）
- 龍華經典 - 中華電信 MOD 網站 （页面存档备份，存于）
- 龍華數位媒體科技的Instagram帳戶
- YouTube上的龍華電視頻道